# Marco Polo (piroscafo)
Il Marco Polo era un piroscafo passeggeri, in servizio con questo nome per la Adriatica di Navigazione dal 1936 al 1944. Costruito nel 1912 nel cantiere navale di Monfalcone per la compagnia di navigazione Austro-Americana con il nome di Kaiser Franz Josef I, al momento del varo era l'unità mercantile più grande della marina austro-ungarica; passata alla bandiera italiana dopo la prima guerra mondiale, fu l'unità più grande della marina mercantile italiana fino all'entrata in servizio del Conte Rosso nel 1922.
Il 12 maggio del 1944 fu affondato dai tedeschi nelle acque della Spezia. Recuperato nel 1949, fu demolito l'anno dopo.

## Caratteristiche
Il piroscafo fu progettato per essere impiegato sui collegamenti di linea tra Trieste e New York. In origine poteva trasportare 125 passeggeri in prima classe, 550 in seconda e 1230 in terza classe, questi ultimi alloggiati in dormitori allestiti nelle stive. Era spinto da due motrici alternative a quadruplice espansione, che sviluppavano una potenza complessiva di 11 000 cavalli e gli permettevano di raggiungere una velocità di 18 nodi.
I dati tecnici della nave sono riportati dettagliatamente nelle edizioni dei giornali dell'epoca che riportavano la notizia del varo della nave, tra questi Il Piccolo di Trieste del 10 settembre 1911 che riposta l'informazione del varo del piroscafo "Imperatore Francesco Giuseppe I".
(Il Piccolo di Trieste, 10 settembre 1911)
Nei primi mesi del 1926 fu sottoposto a degli importanti lavori di ristrutturazione, durante i quali l'alimentazione delle caldaie fu convertita dal carbone alla nafta e i cameroni di terza classe furono sostituiti con delle cabine, riducendo a 600 il numero complessivo di passeggeri trasportabili. Altri lavori di rifacimento furono effettuati nel 1929 e nel 1936; in quest'ultima occasione fu installata una piscina.

## Servizio

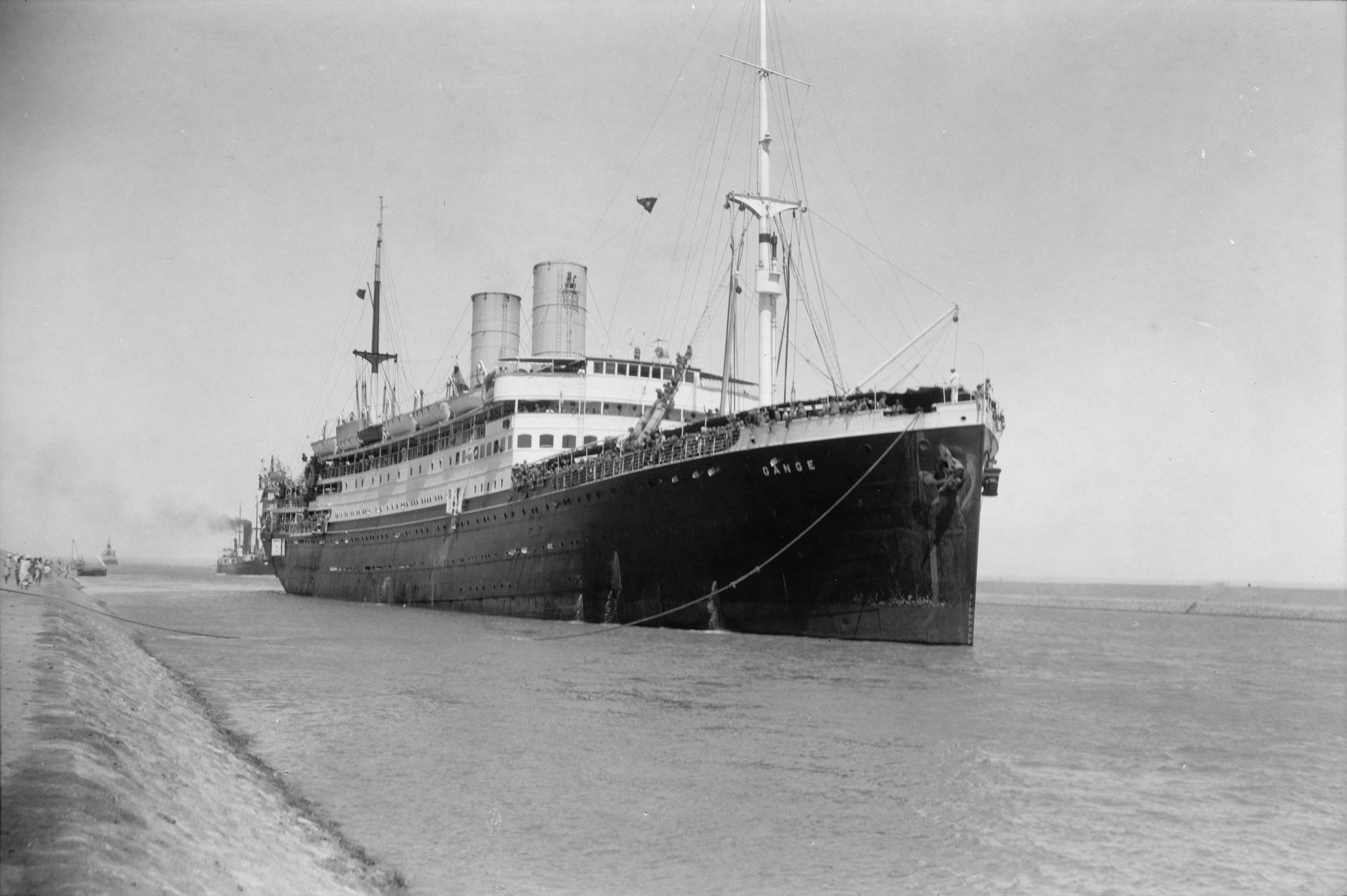
Il piroscafo nel 1935, con il nome di Gange e i colori del Lloyd Triestino.

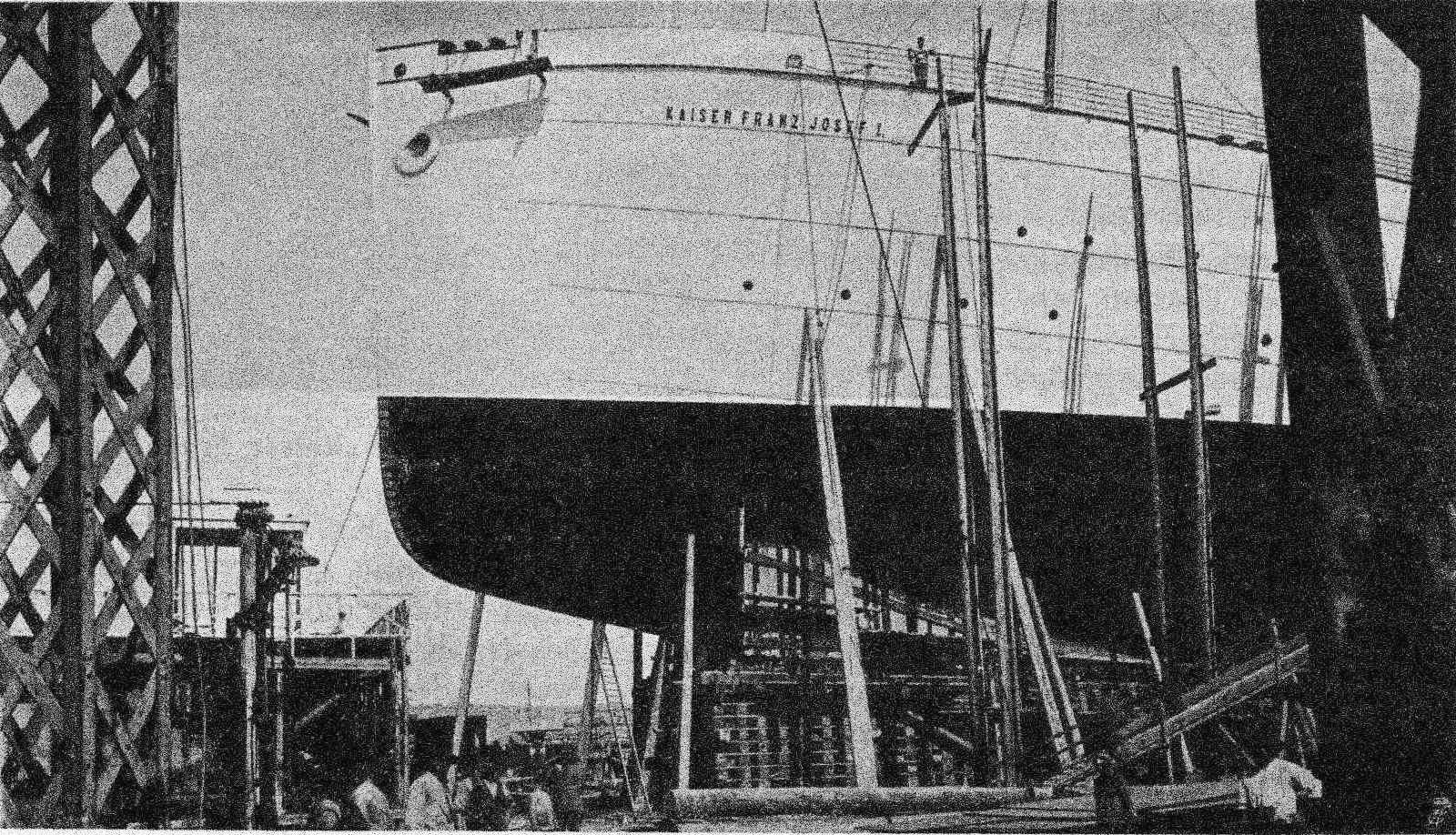
Immagine presso il cantiere con il nome originario

Il piroscafo fu impostato il 14 aprile 1910 sugli scali del Cantiere Navale Triestino di Monfalcone. Varato il 9 settembre 1911 con il nome di Kaiser Franz Josef I, alla presenza dell'arciduchessa Maria Giuseppina di Sassonia nonché di numerose autorità,  fu consegnato il 26 aprile dell'anno successivo alla Unione Austriaca di Navigazione. Il viaggio inaugurale iniziò l'8 maggio del 1912 in presenza del governatore Konrad zu Hohenlohe-Schillingsfürst, e prevedeva una crociera nel Mediterraneo offerta a 400 passeggeri ad una tariffa agevolata, la rotta comprendeva Trieste, Pola, Corfù, Tunisi, Nizza, e al ritorno Cattaro, Spalato e Zara. Comandante della nave era Carlo Gerolimich, già comandante del piroscafo Martha Washington a bordo del quale aveva da poco sorpreso la stampa triestina con un viaggio "record" tra Trieste e New York in soli 15 giorni.
Il 25 maggio 1912 salpò per il primo viaggio sulla tratta verso New York con tappe a Patrasso, Palermo e Algeri. A bordo vi erano 751 passeggeri dei quali 550 erano migranti. Fece ritorno il 15 giugno del 1912. Percorse regolarmente questa rotta fino al 13 giugno 1914.
Rimasto in disarmo nel lago di Procliano durante la prima guerra mondiale, negli ultimi mesi del 1918 e dopo l'armistizio, fu usato dalla marina italiana come mezzo di trasporto truppe con il nome di Generale A. Diaz mai però registrato nei registri navali.. Nel 1919 tornò in servizio con il nome di Presidente Wilson per la Cosulich Società Triestina di Navigazione, nuova denominazione dell'Unione Austriaca di Navigazione. Fu nuovamente destinata alla linea tra Trieste e New York, prendendo nel 1920 bandiera italiana. 
Il 20 marzo 1923 il Presidente Wilson partecipò ai soccorsi del piroscafo da carico della Cosulich Giulia, ingavonatosi a causa del maltempo a 200 miglia da Halifax mentre era diretto a Trapani con un carico di grano. Il 17 ottobre dello stesso anno, il piroscafo soccorse i 41 uomini a bordo del veliero portoghese Portuense, alla deriva dopo essere stato disalberato per il maltempo.
Sottoposto tra gennaio e aprile del 1926 a importanti lavori di ristrutturazione, nel 1929 il piroscafo fu prima noleggiato e poi venduto al Lloyd Triestino, che lo destinò alle linee Trieste - Bombay e Trieste - Shanghai con il nome di Gange. A partire dal 1932 fu spostato sulla linea per Alessandria d'Egitto, con partenze alternate da Genova e Trieste. Nel 1935 fu noleggiato al Ministero della Marina, che lo destinò al trasporto delle truppe verso l'Africa Orientale; terminato il noleggio a novembre, rientrò in cantiere per ulteriori lavori di ristrutturazione, uscendone con il nome mutato in Marco Polo nel maggio dell'anno successivo.
Rimase in servizio per il Lloyd Triestino fino al termine del 1936, quando nell'ambito della riorganizzazione dei servizi marittimi sovvenzionati dallo Stato italiano le linee per l'Egitto furono assegnate alla Adriatica di Navigazione. Il Marco Polo entrò quindi nella flotta dell'Adriatica, della quale divenne l'ammiraglia. Il 17 luglio 1940 il Marco Polo fu requisito dalla Regia Marina, venendo destinato al trasporto di truppe verso la Libia. Dopo aver effettuato 41 viaggi verso la Libia, nell'agosto 1941 il piroscafo fu disarmato a La Spezia, dove fu affondato dalle truppe tedesche nel maggio 1944 per ostruire l'ingresso al porto. Nel 1949 il relitto del Marco Polo fu recuperato e demolito.